# Jacob Sieberer
Jacob Sieberer (Thiersee, 14 luglio 1766 – Trento, 5 maggio 1814) è stato un comandante e patriota tirolese.

## Biografia
Jacob Sieberer nacque il 14 luglio 1766 a Thiersee nel circondario di Kufstein in un'antica famiglia contadina e il padre era un falegname. Dopo il completamento dei primi studi nella scuola del villaggio, officiò come sagrestano e insegnò poi ai bambini del villaggio.
Il 2 novembre 1796 come sergente dei Cacciatori tirolesi della Compagnia di Kufstein si distinse nella difesa del villaggio trentino di Faedo assediato dalle truppe francesi. Negli anni successivi Sieberer comandò la milizia come tenente della sua valle.
Nel marzo 1799, con l'avanzata del generale francese Barthélemy Catherine Joubert a Vipiteno nell'Alto Adige, combatté brillantemente a Spinga, nella Val Pusteria e in Carinzia. Nel corso 1799 fu nominato dalla popolazione capitano comandante della compagnia di fanteria della valle superiore in Engadina e, con il suo esempio e parole di incoraggiamento, mantenne attiva la difesa nazionale contro l'invasore.
Nell'inverno 1800 quando il Tirolo era completamente minacciato su tutti i confini e l'esercito imperiale era impegnato in Baviera, Sieberer, comandante del distretto di Unterinnthal, si impegnò nella difesa del Tirolo: il 30 novembre e il 2 dicembre 1800 combatté vittoriosamente a Bairisch e a Thiersee contro forze nemiche superiori e in questi combattimenti caddero lo zio Giuseppe, suo fratello Giovanni e suo cugino Giacobbe Sieberer.
Sempre nello stesso anno prese parte alla battaglia di Salisburgo e fu premiato dapprima con la medaglia d'argento imperiale e feudale di coraggio, poi con la medaglia d'oro d'onore. Nel 1805 contrastò i nemici a Hörhager Kiechlsteg, ma dopo cinque ore di battaglia fu costretto a ritirarsi.
Sottoposto agli ordini di Andreas Hofer, comandante generale dell'insurrezione antibavarese, fu impiegato in missioni importanti e nel maggio 1809, promosso al grado di maggiore, fu distaccato presso la sede dell'arciduca Giovanni d'Asburgo-Lorena a Körmend in Ungheria. Accusato di tradimento da Andreas Hofer in quanto favorevole a porre termine alla resistenza antifrancese, il 2 febbraio del 1810 Sieberer fu arrestato e incarcerato nella fortezza di Kufstein. Liberato per ordine del generale Bernhard Erasmus conte di Deroy, si trasferì in Alta Austria, ove acquistò la tenuta di Ottensheim a Linz.
Nel febbraio del 1814 combatté nelle Giudicarie agli ordine del generale Stanisslavevich: da Riva del Garda, attraverso la Val di Ledro, scese dal Monte Nota a Tremosine e da qui in Val Vestino spingendo il suo battaglione di Schützen sulle sponde del Lago di Garda fino a Toscolano e a Lavenone intenzionato ad accerchiare la Rocca d'Anfo, ma fu respinto il 22 febbraio a Vestone dal generale Bonfanti sulle posizioni di partenza della Val Vestino. Ammalatosi a Mantova, morì il 5 maggio a Trento. Due dei suoi figli si arruolarono nell'esercito imperiale, uno dei quali, Jacob, colonnello, fu decorato per il suo fatto d'armi nella battaglia di Magenta cavaliere dell'Ordine di Leopoldo.